# Hepoluoto (ö och gränsmärke mellan Södra Karelen och Södra Savolax)
Hepoluoto är en ö i Finland. Den ligger i sjön Saimen och i kommunerna Sankt Michel och Savitaipale och landskapen  Södra Karelen och Södra Savolax, i den södra delen av landet, 200 km nordost om huvudstaden Helsingfors. Öns area är omkring 700 kvadratmeter och dess största längd är 30 meter i nord-sydlig riktning. Gränsen mellan landskapen och kommunerna går i rät linje över ön från ön Raunioluoto 1,8 kilometer sydsydväst om Hepoluoto till en punkt ute i vattnet 2,4 kilometer nordnordöst om Hepoluoto där den möter gränsen mot Puumala kommun.